# 草井村
草井村（くさいむら）は、愛知県葉栗郡にかつてあった村。現在の江南市北部の、概ね草井、小杁、慈光堂、小脇、村久野、鹿子島および藤ヶ丘を村域とした。

## 地理
葉梨郡の最東部に位置する。
木曽川左岸にあり、北で岐阜県に接する。

## 歴史
古より木曽川を渡る際の交通の要所の一つであった。鎌倉時代に起こった承久の乱（1221年）で鎌倉方の軍勢がここを渡って都へ攻め上ったと伝えられている。草井の渡しと呼ばれ、合併後の愛岐大橋の開通まで運航された。
江戸時代は尾張藩領（犬山藩となった成瀬氏領を含む）であった。

### 行政区画の変遷
- 1889年（明治22年）10月1日 - 町村制施行に伴う合併により小草鹿村と村久野村が成立[1]。
- 1895年（明治28年）9月30日 - 小草鹿村が草井村と小鹿村に分割[1]。
- 1906年（明治39年）5月10日 - 草井村、小鹿村、村久野村が合併し、改めて草井村が成立[2]。
- 1954年（昭和29年）6月1日 - 葉栗郡草井村・宮田町と丹羽郡古知野町・布袋町が合併して江南市が成立する[3]。

## 行政

### 村役場
1906年（明治39年）5月の合併当時は大字小杁字寺屋敷44番に村役場を置いた。
1951年（昭和26年）5月時点では大字小杁字八幡東46にあった。

## 教育
- 草井村立草井小学校 - 現：江南市立草井小学校
- 草井村立草井中学校 - 江南市立草井中学校となった後、再編により江南市立北部中学校となる。

## 交通

### 道路
太平洋戦争後に名古屋と草井を結ぶ県道の名草線（現：名古屋江南線・江南関線）が建設された。